# 直方パーキングエリア

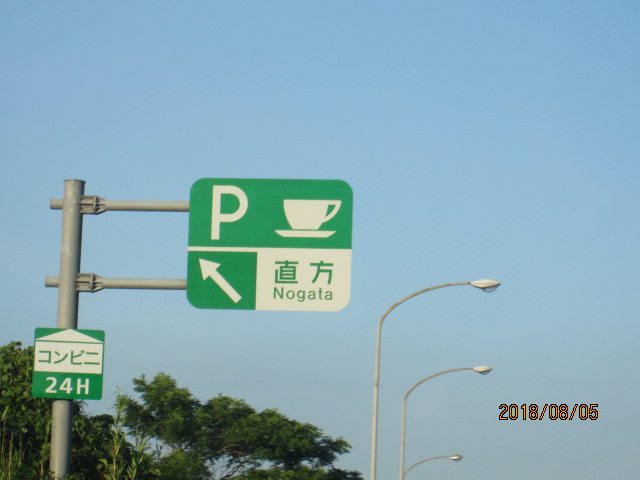
直方PAの標識

直方パーキングエリア（のおがたパーキングエリア）は、福岡県直方市植木の九州自動車道上（門司方面のみ）にあるパーキングエリア。2022年（令和4年）10月14日にコンビニエンスストアと店舗がリニューアルオープンした。

## 道路
- E3 九州自動車道

## 施設

### 上り線（山口方面）
- 駐車場
  - 大型 25台
  - 小型 32台
  - 二輪 4台
  - 身障者用小型 1台
- トイレ
  - 男性 大4（和式1・洋式3）・小10
  - 女性 13（和式2・洋式11）
  - 車椅子用 1
  - ファミリー用 1
- コンビニエンスストア「セブン-イレブン」（24時間）
  - セブン銀行ATM
  - FAX・コピーサービス
- スナックコーナー・フードコート「牛めし松屋」（24時間）
- ベビーコーナー（24時間）
- 宅配サービス（24時間）
- 郵便ポスト（日本郵便直方郵便局取集め）
- バス停留所（停車路線については下記参照）

## 隣
E3 九州自動車道
(4)八幡IC/BS - 直方PA/BS（PAは上り線のみ） - (4-1)鞍手IC・ (PA)鞍手PA（下り線のみ） - (4-2)宮田スマートIC - (5)若宮IC/BS

## 直方バスストップ
上り線側はバス停留所がPAに併設され、下り線側はPAの向かいにバス停留所のみ設置されている。

### 停車するバス路線
下記の路線が停車する。
| 下り線側                           | 下り線側                    | 下り線側                                                             |
| 路線愛称                           | 運行会社                    | 方面                                                                 |
| ---------------------------------- | --------------------------- | -------------------------------------------------------------------- |
| なかたに号 ひきの号 いとうづ号ほか | 西日本鉄道 西鉄バス北九州   | 若宮インターチェンジ・天神高速バスターミナル                         |
| （愛称名なし）                     | 西鉄バス筑豊                | 若宮インターチェンジ・立花山・天神高速バスターミナル                 |
| 出島号                             | 長崎県交通局                | 高速基山・長崎（長崎駅前交通会館）                                   |
| どんたく号                         | 西日本鉄道 名鉄バス         | （降車のみ）                                                         |
| 福北リムジン                       | 西日本鉄道 北九西鉄タクシー | （降車のみ）                                                         |
| 上り線側                           |                             |                                                                      |
| 路線愛称                           | 運行会社                    | 方面                                                                 |
| なかたに号                         | 西日本鉄道                  | 中谷・小倉駅・砂津                                                   |
| ひきの号                           | 西日本鉄道                  | 千代ニュータウン・引野口・小倉駅・砂津                               |
| いとうづ号                         | 西日本鉄道                  | 千代ニュータウン・引野口・皿倉山ケーブル・到津の森公園・小倉駅・砂津 |
| （愛称名なし）                     | 西鉄バス北九州              | 津田・苅田駅入口・行橋営業所                                         |
| （愛称名なし）                     | 西鉄バス筑豊                | 八幡インターチェンジ・直方                                           |
| どんたく号                         | 西日本鉄道 名鉄バス         | 名古屋（栄オアシス21・名鉄バスセンター）                             |
| 出島号                             | 長崎県交通局                | （降車のみ）                                                         |

かつてはバス停留所もパーキングエリア同様門司方面のみにしかなく、停車するのは門司方面へ向かう便だけであり、福岡方面へ向かう便については、約2km西側の鞍手パーキングエリアに併設されたバス停留所を直方パーキングエリアと同一停留所扱いとしていたが、乗客の利便性向上を図ることと、2006年頃より鞍手パーキングエリア付近で鞍手インターチェンジ（計画段階の仮称は筑豊インターチェンジ、2011年供用開始）の工事が本格化するのを踏まえそれらの支障となることから、2006年4月1日付で鞍手パーキングエリア高速バス専用停留所を当パーキングエリアの反対車線側に移設して供用を開始した。なお現在直方パーキングエリア周辺（直方市植木地区のJR福北ゆたか線筑前植木駅付近）にマイカー利用者のための駐車場を整備する計画がある。

### バス停留所への交通手段
- JR筑豊本線（福北ゆたか線）筑前植木駅まで400m、徒歩7分

※かつてはパーキングエリア南側側道に西鉄バス筑豊「直方パーキングエリア口」バス停が設けられ、68番（直方バスセンター～鞍手車庫～遠賀川駅前）が経由していた。2020年10月1日のダイヤ改正で当バス停を通らない経路に変更され、バス停は廃止された。